# XLI
XLI – czteropłytowy album kompilacyjny polskiego zespołu rockowego Kult, wydany w 2023 roku z okazji 41-lecia działalności. Wydawnictwo przedstawia najważniejsze utwory zespołu z jego czterdziestoletniej historii. Album jest podzielony na cztery części, odpowiadające poszczególnym dekadom działalności zespołu, które dostępne były w sprzedaży oddzielnie w każdym kwartale 2023 roku:
- K (lata 80.)
- U (lata 90.)
- L (lata 2000.)
- T (lata 2010.)

Album został wydany wyłącznie na płytach winylowych i kasetach magnetofonowych.
W styczniu 2024 składanka uzyskała certyfikat złotej płyty.

## PłytaK
Płyta zawiera utwory z lat 80. XX wieku. Premiera albumu miała miejsce 14 kwietnia 2023. Do każdej płyty dołączony został ręcznie numerowany box na całość wydawnictwa.

### Lista utworów
1. Krew Boga [Kult]
2. Polska [Posłuchaj re]
3. Hej, czy nie wiecie [Posłuchaj]
4. Piosenka młodych wioślarzy [Posłuchaj re]
5. Do Ani [Posłuchaj]
6. Czarne słońca [Spokojnie re]
7. Arahja [Spokojnie]
8. Niejeden [Spokojnie]
9. Po co wolność [Kaseta]
10. 45–89 [45–89]

## PłytaU
Płyta zawiera utwory z lat 90. XX wieku. Premiera albumu miała miejsce 10 lipca 2023.

### Lista utworów
1. Parada Wspomnień [Your Eyes]
2. Rząd oficjalny [Your Eyes]
3. Baranek [Tata Kazika]
4. Ręce do góry [Muj Wydafca]
5. Lewe Lewe Loff [Muj Wydafca]
6. Kochaj mnie, a będę Twoją [Tata 2]
7. Lewy czerwcowy [Ostateczny krach systemu korporacji]
8. Gdy nie ma dzieci [Ostateczny krach systemu korporacji]
9. Dziewczyna bez zęba na przedzie [Ostateczny krach systemu korporacji]
10. Komu bije dzwon [Ostateczny krach systemu korporacji]

## PłytaL
Płyta zawiera utwory z lat 00. XXI wieku. Premiera albumu miała miejsce w październiku 2023.

### Lista utworów
1. Brooklyńska Rada żydów [Salon Recreativo]
2. Łączmy się w pary, kochajmy się [Salon Recreativo]
3. Kocham Cię, a miłością swoją [Poligono Industrial]
4. Pan Pancerny [Poligono Industrial]
5. Kazelot [Poligono Industrial]
6. Marysia [Hurra]
7. Dziś jest mojej córki wesele [Prosto]
8. Dobrze być dziadkiem [Prosto]
9. Prosto [Prosto]

## PłytaT
Album T, zawiera utwory z najnowszej historii Kultu, a także trzy premierowe, niepublikowane wcześniej utwory. Do ostatniej części T dołączony został album z fotografiami z całego okresu działalności zespołu wraz ze zdjęciami fanów. Premiera miała miejsce w grudniu 2023.

### Lista utworów
1. Wstyd [Wstyd]
2. Madryt [Wstyd]
3. Chcę miłości [Ostatnia płyta]
4. Wiara [Ostatnia płyta]
5. Szok szok disco pop [Ostatnia płyta]
6. Rafi [Ostatnia płyta]
7. Grupa paryska
8. Najlepsze miejsce na świecie
9. Na łódce w Oslo[9]